# Ladislav Brykner
Ladislav Brykner (* 24. května 1989, Hořice) je český házenkář.
Tento 194 cm vysoký a 90 kg vážící levák hraje na pozici pravé spojky. Začínal v klubu HBC Jičín, kde hrál již od juniorských kategorií do roku 2010. V sezóně 2010/2011 hrál za klub SSK Talent 90 Plzeň (Talent M.A.T. Plzeň), za který vstřelil 150 branek. Od roku 2011 hraje v Německu. V sezóně 2011/2012 hrál ve třetí lize za klub Dessau-Roßlauer HV. Po skončení jednoleté smlouvy podepsal v roce 2012 dvouletou smlouvu s druholigovým týmem EHV Aue.
S českou reprezentací poprvé hrál v říjnu 2009 na Mezinárodním turnaji v Kataru. Celkově v české národní házenkářské reprezentaci hrál v devíti zápasech, v nichž si připsal osm gólů.